# Akai MPC60
L'Akai MPC60 (MIDI production Center 60") era uno strumento musicale elettronico prodotto dalla ditta giapponese Akai in collaborazione con il celebre designer Roger Linn. Era in grado di combinare sequenze MIDI e campionamenti audio con una serie di Pad sensibili all'aftertouch, in modo tale da essere ottimizzato per l'utilizzo come drum machine.  L'MPC60 ottenne grande popolarità, soprattutto fra gli artisti produttori di Hip Hop o generi simili.

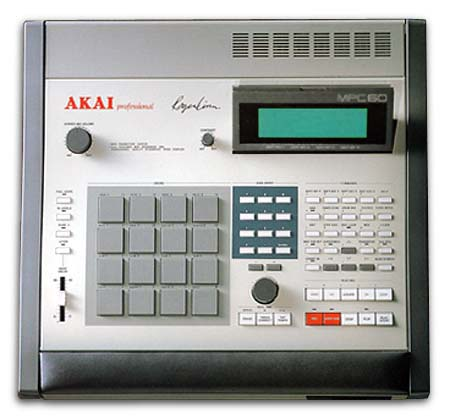
Akai MPC60

## Precursori
Il successo e la popolarità della MPC60 può essere forse compresa al meglio nel contesto delle prime drum machines.
Infatti, le prime macchine negli anni settanta tendevano ad utilizzare la sintesi analogica per produrre suono (suono caratteristico, ma non molto realistico) e potevano funzionare solo con ritmi pre-impostati. Dai tardi anni settanta, l'uso di microprocessori e di RAM portarono allo sviluppo di queste macchine, fino alla possibilità per il musicista di programmare e personalizzare i patterns ritmici (come nella Roland CR-78).
Nel 1980, Roger Linn produsse una delle prime drum machine ad utilizzare campionamenti digitali come principale fonte sonora, il Linn LM-1. Questo strumento diventò molto popolare poiché i suoni campionati digitalmente erano generalmente molto più realistici di quelli analogici.
Nel 1983 fu lanciato il protocollo MIDI come metodo standard di collegamento interattivo tra strumenti elettronici, e rapidamente divenne molto popolare, rimpiazzando le interfacce prodotte da altre aziende, spesso incompatibili con gli strumenti. Il MIDI fornì un metodo per controllare le drum machines con altri strumenti da studio, e abilitò lo scambio dei ritmi programmati con i dati del MIDI.
Dalla metà degli anni ottanta, macchine come il Sequential Circuits Studio 440 e il Linn 9000 resero possibile la combinazione fra la potenza dei sequencers MIDI e l'abilità di campionare ogni singolo suono. Comunque nessuna delle due macchine ebbe un gran successo commerciale, ed entrambe furono ben presto ritirate dal commercio.
Roger Linn cominciò da allora una collaborazione di design con la Akai, ispirandosi molto ai concetti di Linn 9000 e Studio 440, che sfociò infine nella realizzazione della MPC60. Willie Wilcox produsse e registrò tutti i suoni originalmente contenuti nella prima versione prodotta della Akai MPC60.

## Componenti
- 16 pads aftertouch
- 4 banchi di Pad (64 voci per programma)
- Velocità di campionamento 40 kHz (reazione di frequenza 20 Hz - 18 kHz)
- 16-bit ADC e DAC, con dati venduti in un formato speciale a 12bit (per frequenze basse)
- 750kB memoria di campionamento (13.1 secondi), aumentabile a 1.5MB (26.2 secondi) (card di espansione: EXM003)
- 128 suoni in memoria, 64 suoni per programma, 16 voci polifoniche.
- 2 ingressi MIDI, 4 uscite MIDI
- 20 canzoni, 99 sequenze, 99 brani
- risoluzione di cronometraggio a 96ppq
- collegamento a sintetizzatore tramite MIDI Time Code (MTC), MIDI Clock, FSK24, SMPTE.
- 8 uscite assegnabili + 1 stereo + 1 effetto di invio/ritorno
- 3½" floppy drive interno (Doppia densità 720 kB)
- Interfaccia opzionale di tre parti SCSI (prodotta da Marion Systems)

## ASQ-10
Nel 1998 la Akai rilasciò anche la sezione sequencer del MPC60, un hardware autonomo prodotto nello stesso modo, l'ASQ-10. Così come il MPC60, esso fu riconosciuto per il suo controllo MIDI, molto efficace se paragonato ai software basati su computer.

## MPC60II
Nel 1991 la Akai ri-lanciò la drum machine come MPC60II. Questa nuova versione, quasi uguale all'originale, infatti differiva dall'originale solo per l'aggiunta di un'uscita per le Cuffie e per il telaio, di plastica anziché di metallo.

## MPC Renaissance
Si può definire l'attuale successore tecnico del primo MPC di fatto si poossono scegliere i preset del MPC60 e altri
Vedi anche MPC X tra le attuali Midi Producion Centre.